# 许明月
许明月（1935年—），女，朝鲜族，朝鲜咸镜北道吉州郡人，中国舞蹈演员、编导，曾任中国舞蹈家协会理事，第五届全国人大代表。